# Wybory gubernatorskie w Stanach Zjednoczonych w 2001 roku
Wybory gubernatorskie w Stanach Zjednoczonych w 2001 odbyły się dnia 6 listopada, w pierwszy wtorek listopada, co nakazuje Konstytucja USA.

## Amerykański cykl wyborczy
Choć większość wyborów odbywa się w połowie czteroletniej kadencji prezydenckiej (np. w 2002, podczas gdy prezydenckie miały miejsce w 2000 i 2004), przy czym większość zwycięzców jest inaugurowana w początkach stycznia (kongresmeni i senatorzy federalni 3 stycznia, chyba że były to wybory przedterminowe, na skutek opróżnienia miejsca, czyli special election, kiedy zwycięzcę zaprzysięga się szybciej, często pod koniec ubiegłego roku), niektóre wybory mają miejsce wraz z prezydenckimi.
Kilka stanów wybiera jednak swoich gubernatorów nie wraz z prezydentem czy w połowie jego kadencji, ale w innych latach. Są to Wirginia i New Jersey (wybory, w tym akurat wypadku, w 2001, a zaprzysiężenie w 2002) oraz Kentucky, Luizjana i Missisipi (w ostatnim przypadku wybory miały miejsce w 2003, a zaprzysiężenie w 2004).

## Wybory gubernatorskie w Wirginii i New Jersey, 2001
O ile po wydarzeniach 11 września 2001 urzędująca administracja republikańska była bardzo popularna i w wyborach 2002 pomogło to republikańskim kandydatom zwyciężyć na wielu frontach, o tyle w 2001, kiedy wybierano gubernatorów New Jersey i Wirginii (oba stanowiska zajmowane były przez republikanów), wyraźnie zwyciężyli demokratyczni kandydaci. Obaj republikanie nie kandydowali.

### Urzędujący
- Donald DiFrancesco (New Jersey) został „tymczasowym gubernatorem” (ang. Acting Governor) po rezygnacji gubernator Christine Todd Whitman, która została mianowana dyrektorem EPA (odpowiedzialnej za ochronę środowiska) w administracji George’a W. Busha. DiFrancesco pełnił dotąd funkcję przewodniczącego stanowego senatu (New Jersey nie posiada urzędu wicegubernatora, a przewodniczący senatu, nawet gdy pełni obowiązki gubernatora, zachowuje swe dotychczasowe stanowisko). W 2005 wprowadzono prawo, iż p.o. gubernatora, którzy pełnili urząd pół roku i dłużej, zostają „gubernatorami zwyczajnymi”. Prawo to objęło również i DiFrancesco, który nie kandydował w 2001 roku ani na gubernatora, ani do stanowego senatu, gdzie większość przejęli demokraci (z powodu wcześniejszego ustąpienia przed zaprzysiężeniem nowo wybranego gubernatora urząd ten pełniło tymczasowo jeszcze trzech: republikanie John Farmer, John O. Bennett oraz demokrata Richard Codey).
- Jim Gillmore (Wirginia), wybrany w 1997. Nie mógł ubiegać się o reelekcję w 2001, ponieważ prawo Wirginii, jako jedyne, zakazuje kandydowania dwa razy z rzędu.

### Kandydaci

#### Wirginia
- Mark Warner (dem.) – poprzednio kandydat do Senatu w 1996 przeciwko urzędującemu republikaninowi Johnowi Warnerowi (zbieżność nazwisk przypadkowa), a wcześniej jeden ze współpracowników gubernatora Douga Wildera
- Mark Earley (rep.) – prokurator generalny stanu 1998–2002

#### New Jersey
- Jim McGreevey (dem.) – deputowany do izby niższej stanowej legislatury (1990–1992), burmistrz Woodbridge Township, kandydat na gubernatora w 1997 (przegrał z Whitman stosunkiem 47%-46%), senator stanowy 1994–1998 (równolegle z burmistrzostwem). Ustąpił 15 listopada 2004. Następcą został przewodniczący senatu Codey (w 2005 gubernatorem wybrano Senatora Stanów Zjednoczonych Jona Corzine’a)
- Bret Schundler (rep.) – burmistrz Jersey City (1992–2001)

## Wyniki wyborów
| Stan       | Urzędujący         | Partia       | Status                                     | Wybrany                                                |
| New Jersey | Donald DiFrancesco | republikanin | nie kandydował na pierwszą, pełną kadencję | Jim McGreevey (dem.) 56,4% Bret Schundler (rep.) 41,7% |
| Wirginia   | Jim Gilmore        | republikanin | nie mógł kandydować na drugą kadencję      | Mark Warner (dem.) 52,2% Mark Earley (rep.) 47%        |